# العلاقات البلجيكية الجيبوتية
العلاقات البلجيكية الجيبوتية هي العلاقات الثنائية التي تجمع بين بلجيكا وجيبوتي.

## مقارنة بين البلدين
هذه مقارنة عامة ومرجعية للدولتين:
| وجه المقارنة                                              | بلجيكا                                                                              | جيبوتي                    |
| --------------------------------------------------------- | ----------------------------------------------------------------------------------- | ------------------------- |
| المساحة (كم2)                                             | 30.53 ألف                                                                           | 23.20 ألف                 |
| عدد السكان (نسمة)                                         | 11.37 مليون                                                                         | 956.99 ألف                |
| الكثافة السكانية (ن./كم²)                                 | 372.42                                                                              | 41.25                     |
| العاصمة                                                   | بروكسل                                                                              | جيبوتي                    |
| اللغة الرسمية                                             | اللغة الهولندية، لغة فرنسية، اللغة الألمانية                                        | لغة فرنسية، اللغة العربية |
| العملة                                                    | يورو، فرنك بلجيكي                                                                   | فرنك جيبوتي               |
| الناتج المحلي الإجمالي (بليون دولار)                      | 492.68 مليار                                                                        | 1.84 مليار                |
| الناتج المحلي الإجمالي (تعادل القوة الشرائية) بليون دولار | 514.74 مليار                                                                        | 3.10 مليار                |
| الناتج المحلي الإجمالي الاسمي للفرد دولار أمريكي          | 40.32 ألف                                                                           | 1.95 ألف                  |
| الناتج المحلي الإجمالي للفرد دولار أمريكي                 | 43.44 ألف                                                                           | 3.27 ألف                  |
| مؤشر التنمية البشرية                                      | 0.890                                                                               | 0.470                     |
| رمز المكالمات الدولي                                      | +32                                                                                 | +253                      |
| رمز الإنترنت                                              | .be                                                                                 | .dj                       |
| المنطقة الزمنية                                           | توقيت وسط أوروبا، ت ع م+01:00، ت ع م+02:00، توقيت وسط أوروبا الصيفي، أوروبا/بروكسل ‏ | ت ع م+03:00               |

## منظمات دولية مشتركة
يشترك البلدان في عضوية مجموعة من المنظمات الدولية، منها:
| علم المنظمة | اسم المنظمة                        | تاريخ انضمام بلجيكا | تاريخ انضمام جيبوتي |
| ----------- | ---------------------------------- | ------------------- | ------------------- |
|             | الاتحاد البريدي العالمي            | ?                   | ?                   |
|             | مؤسسة التنمية الدولية              | 2 يوليو 1964        | 1 أكتوبر 1980       |
|             | منظمة حظر الأسلحة الكيميائية       | ?                   | ?                   |
|             | منظمة التجارة العالمية             | ?                   | ?                   |
|             | الأمم المتحدة                      | 27 ديسمبر 1945      | 20 سبتمبر 1977      |
|             | وكالة ضمان الاستثمار متعدد الأطراف | 18 سبتمبر 1992      | 12 يناير 2007       |
|             | منظمة الشرطة الجنائية الدولية      | ?                   | ?                   |
|             | مؤسسة التمويل الدولية              | 27 ديسمبر 1956      | 1 أكتوبر 1980       |
|             | الاتحاد الدولي للاتصالات           | 1866                | 22 نوفمبر 1977      |
|             | البنك الدولي للإنشاء والتعمير      | 27 ديسمبر 1945      | 1 أكتوبر 1980       |
|             | البنك الإفريقي للتنمية             | ?                   | ?                   |
|             | يونسكو                             | 29 نوفمبر 1946      | 31 أغسطس 1989       |

## وصلات خارجية
- موقع وزارة الخارجية البلجيكية